# Funastrum rupicola
Funastrum rupicola là một loài thực vật có hoa trong họ La bố ma. Loài này được Goyder mô tả khoa học đầu tiên năm 2008.